# Kungahus

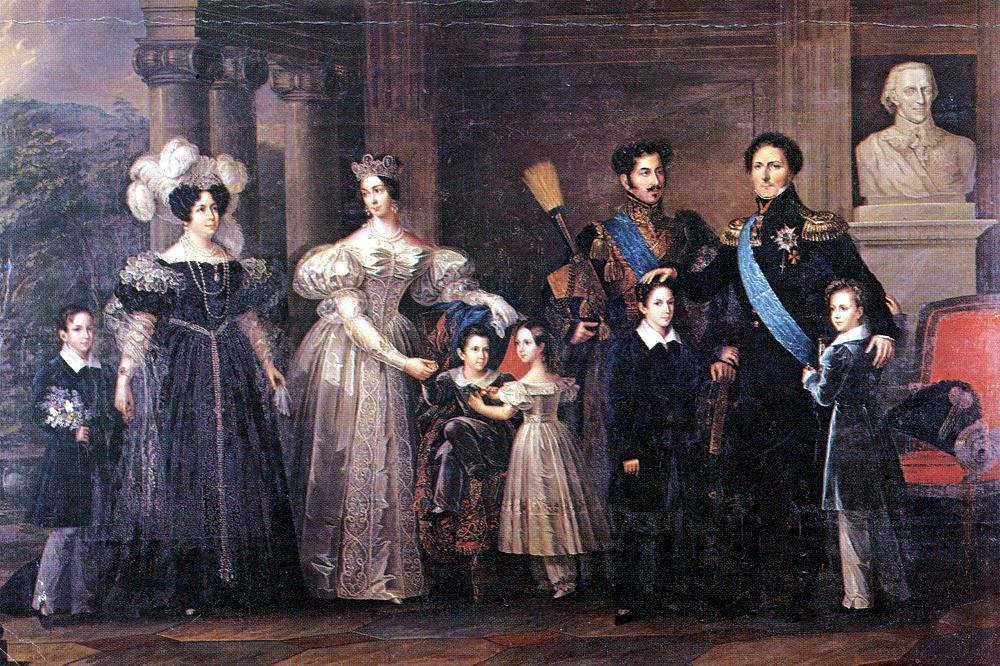
Sveriges och Norges gemensamma kungahus år 1837.

Kungahus består av de levande medlemmar av en kunglig familj som, stadgat efter respektive lands lagar och regler, är avlönade av staten i det landet som dess företrädare.
Till kungahus hör historiskt även avlidna personer som under hela eller en del av livstiden ingått i sådana statligt sanktionerade familjer.
Av hövlighet (fast oegentligt) omfattas även levande medlemmar av avsatta kungahus ofta av en sådan titulering som skulle ha tillfallit dem om deras hus inte vore avsatta.  
Till skillnad mot kungahus ingår i kungliga familjer även alla övriga nära släktingar till kungahusets medlemmar som av olika anledningar, oftast konstitutionellt otillåtna äktenskap, inte officiellt representerar eller har anknytning till de ifrågavarande staterna.